# Low Insertion Force

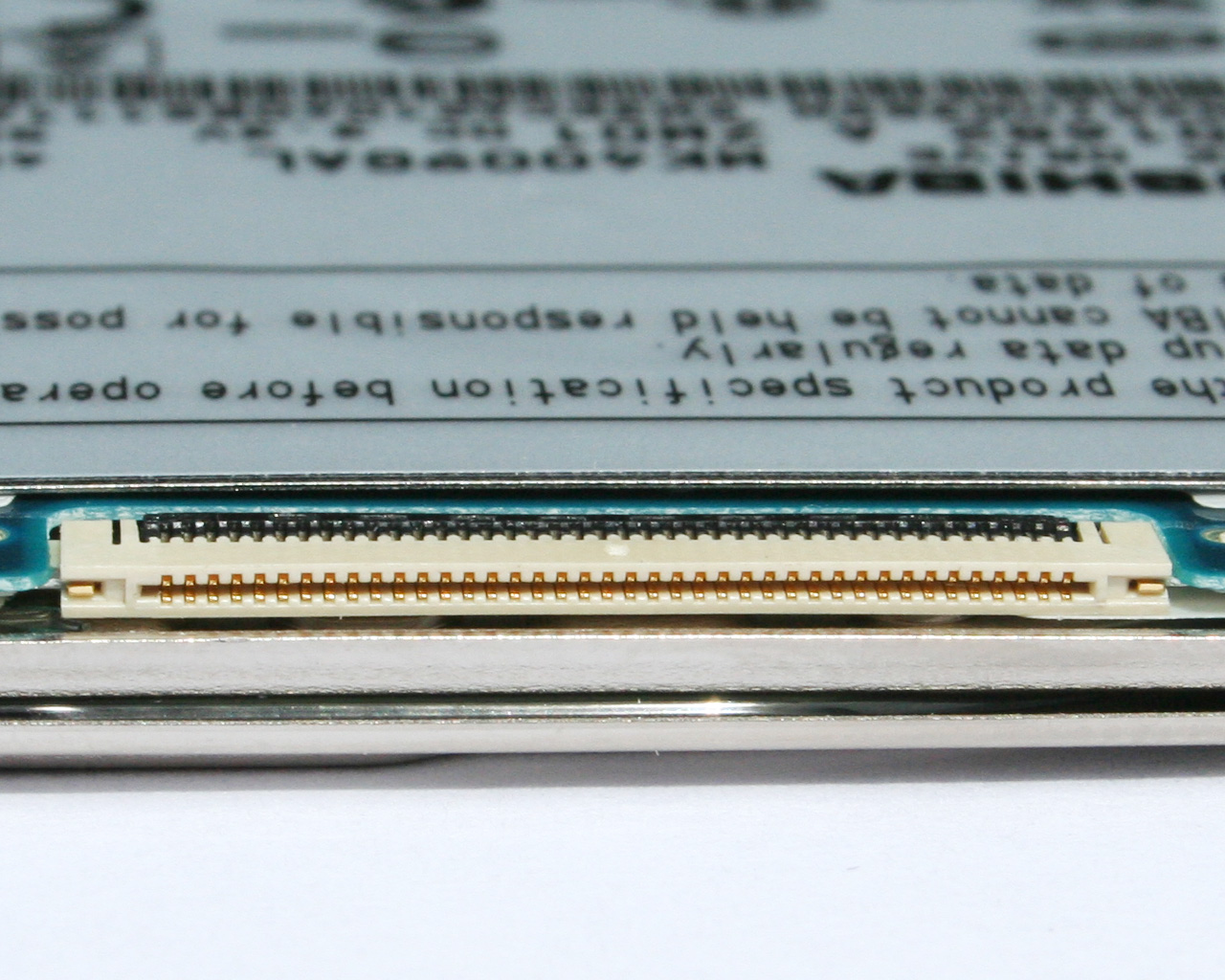
Un connettore di tipo Low Insertion Force (LIF) di un disco rigido da 1,8".

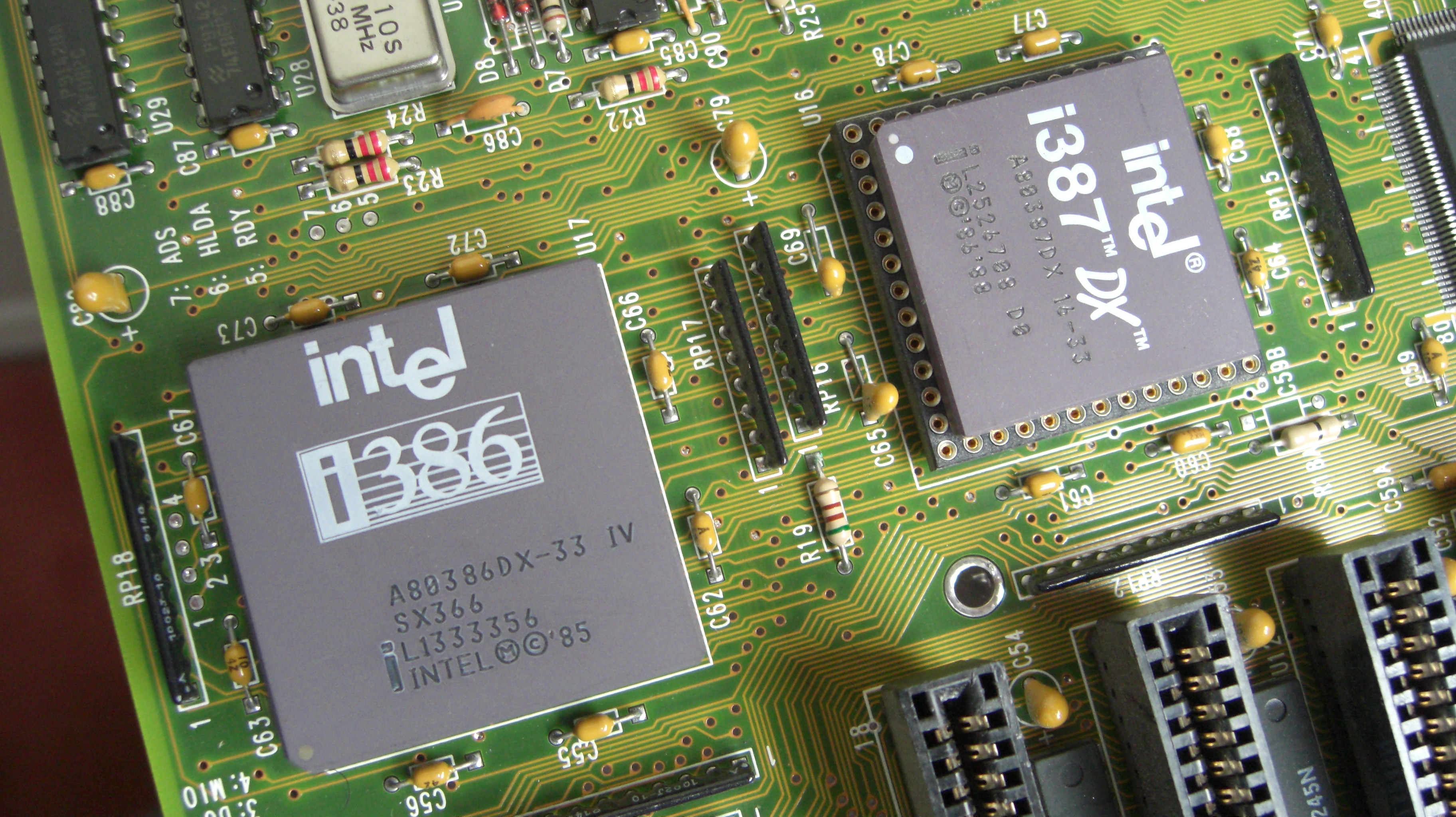
I microprocessori Intel 80386 e 80387 montati su zoccoli LIF.

In elettronica, per Low Insertion Force (LIF) si indica un tipo di zoccolo che permette la facile sostituzione di un circuito integrato grazie al fatto che richiedere una minima forza per l'inserimento e la rimozione del chip. Sono nati come alternativa economica ai più costosi zoccoli di tipo Zero Insertion Force (ZIF). Sono stati utilizzati in passato come zoccoli per alcuni processori. Attualmente sono utilizzati solo nei moderni dischi rigidi da 1,8" e nel campo della prototipazione elettronica.
Paragonati ai tradizionali zoccoli per integrati, gli zoccoli LIF presentano un attrito inferiore tra i fori dello zoccolo stesso ed i piedini dell'integrato, permettendo di inserire e rimuovere il dispositivo applicando una forza minima ed eliminando il meccanismo di blocco degli ZIF.
Lo svantaggio degli zoccoli LIF è che la forza con cui i chip sono trattenuti in sede è debole, per cui in caso di vibrazioni od urti esso può uscire dallo zoccolo. Un altro problema è dato dal fatto che i contatti possono ossidarsi velocemente, diminuendo la durata del connettore.